# Deltron 3030 (album)
Deltron 3030 è l'album di debutto del gruppo hip hop Deltron 3030.

## Il disco
Questo concept album è ambientato in una società immaginaria posta in antitesi all'utopia sociale di avere una società perfetta. È ambientato nell'anno 3030.
L'album racconto le vicende di "Deltron Zero" alter ego in questo album di Del tha Funkee Homosapien e della sua ribellione contro un governo oppressore e potenti multinazionali. Nel frattempo cerca anche di diventare il campione di rime di una fantomatica federazione galattica.